# Lucangelo Bracci Testasecca
Lucangelo Bracci Testasecca (Orvieto, 19 luglio 1883 – Roma, 14 agosto 1952) è stato un antifascista e intellettuale italiano, fondatore con Vincenzo Torraca del giornale Volontà, amico di Gaetano Salvemini, Piero Calamandrei e altri antifascisti.

## Biografia
Secondogenito del senatore Giuseppe e di Adele Digerini Nuti, Lucangelo Bracci Testasecca discende da una famiglia tosco-orvietana, documentata fin dal secolo XIV.
Compie i suoi studi a Siena ed entra successivamente all'Accademia Militare di Pinerolo. Il 20 ottobre 1913 sposa Margherita, primogenita dell'economista Francesco Papafava Antonini dei Carraresi. Dal matrimonio nascono i figli Giuseppe Braccio, Francesco e Giacomo. Interventista, partecipa alla prima guerra mondiale (1915-18), che conclude decorato con medaglia d'argento e il grado di capitano.
Dal 1918 al 1922 è tra i fondatori e promotori di Volontà, giornale che si fa portavoce dell'esigenza di un rinnovamento politico. Durante il ventennio, la famiglia vive tra Roma e Montepulciano, dove, con lo scopo di dare una sistemazione ai reduci di guerra, Lucangelo rileva una cooperativa di falegnami e la trasforma in fabbrica, centrando l'obiettivo, ma dissestando le proprie finanze.
Antifascista dichiarato, insieme alla moglie accoglie e protegge la fronda dell'opposizione intellettuale al regime e tiene viva nel palazzo Bracci Testasecca di Montepulciano e nell'appartamento in via Quattro Novembre a Roma la consuetudinaria frequentazione di esponenti antifascisti. È appunto in via Quattro Novembre che dopo il delitto Matteotti, Giovanni Amendola si reca per comunicare desolato che il re Vittorio Emanuele III non intende opporsi a Benito Mussolini; l'8 giugno 1925 vi è arrestato Gaetano Salvemini per la pubblicazione del giornale clandestino Non Mollare; e Alcide De Gasperi vi è accolto quando nel luglio 1928 esce dal carcere. Fra i molti che ricordano casa Bracci e ne scrivono, Umberto Morra di Lavriano la definisce un «porto di antifascismo» meritevole d'una lapide «per essere rimasta intatta come un'arca in mezzo alle tempeste politiche».
Dopo il 25 luglio 1943 ricopre a Montepulciano la carica di commissario prefettizio, successivamente confermata come podestà al ritorno dei fascisti e poi come sindaco dopo la liberazione, esponendosi in prima persona per evitare alla popolazione gli orrori sia dell'occupazione nazista che della successiva rappresaglia partigiana. Muore nella sua casa di Roma, circondato dagli affetti familiari, il 14 agosto 1952.